# Politischer Missbrauch der Psychiatrie
Beim politischen Missbrauch der Psychiatrie werden die medizinischen Mittel der Psychiatrie (z. B. Diagnostik, Therapie, Zwangseinweisung) genutzt, um Individuen aus politischen Gründen aus der Öffentlichkeit zu entfernen, in Misskredit zu bringen oder ihnen grundlegende Menschenrechte vorzuenthalten.
In vielen Ländern der Welt und zu unterschiedlichen Zeiten haben sich Psychiater am Missbrauch ihrer Patienten beteiligt. Dies geschieht entweder in Einzelfällen oder hat systematischen Charakter, so während der NS-Zeit in Deutschland (Aktion T4), in der Volksrepublik China und in der Sowjetunion.

## Missbrauch der Psychiatrie nach Ländern

### China
Im Jahr 2002 veröffentlichte der britische Menschenrechtler Robin Munro über Human Rights Watch sein Buch Dangerous Minds: Political Psychiatry in China Today and its Origins in the Mao Era, das auf öffentlich zugänglichen chinesischen Dokumenten basiert. Darin legt Munro dar, dass psychiatrische Misshandlungen in China in den 1950er und 1960er Jahren begannen und während der gesamten Kulturrevolution (1966–1976) extrem anwuchsen und dort ihren Höhepunkt erreichten.
Seit der Mao-Zeit werden demnach in China Mitglieder religiöser Gruppen, politische Dissidenten und Whistleblower in psychiatrische Kliniken eingewiesen und damit mundtot gemacht. Bei Millionen Menschen wurde die falsche Diagnose gestellt, geisteskrank zu sein. Munros Recherchen zufolge betraf das in den 1980er-Jahren rund 15 Prozent aller forensischer psychiatrischer Fälle.
In den frühen 1990er Jahren waren die Zahlen auf fünf Prozent gesunken, doch stieg der Prozentsatz mit Beginn der staatlichen Verfolgung von Falun Gong wieder massiv an.

### Deutschland

#### Zeit des Nationalsozialismus
In den Jahren 1940 und 1941 wurden unter Aufsicht von Ärzten und Therapeuten in Deutschland im Rahmen der Aktion T4 mehr als 70.000 Menschen mit geistigen Behinderungen oder psychischen Erkrankungen ermordet, bei den NS-Krankenmorden zwischen 1933 und 1945 insgesamt über 200.000 Menschen. Die Maßnahmen wurden euphemistisch als „Euthanasie“ bezeichnet. Tatsächlich wurde aus wirtschaftlichen Gründen und aus Gründen der „Rassehygiene“ „unwertes Leben“ systematisch ausgemerzt.

#### Deutsche Demokratische Republik
Zum Missbrauch der Psychiatrie in der DDR zur Ausschaltung von Regimegegnern sind einzelne Fallbeispiele bekannt. Ein systematischer Missbrauch der Psychiatrie gegen politische Gegner wird seitens der Forschung jedoch weitgehend ausgeschlossen.

#### Bundesrepublik Deutschland
In der Frankfurter Steuerfahnder-Affäre wurden 2006 mehrere Fahnder des Finanzamtes Frankfurt V für dienstunfähig erklärt und in den Ruhestand versetzt, nachdem ihnen ein Gutachter eine „paranoid-querulantische Entwicklung“ attestiert hatte. Die Betroffenen hatten sich wiederholt gegen die Anweisung von Vorgesetzten gewehrt, bestimmte Ermittlungen zu von Kunden der Deutschen Bank und Commerzbank begangenen Steuerhinterziehung in Milliardenhöhe einzustellen. Im Dezember 2015 wurde der Klage der Betroffenen wegen sittenwidriger und vorsätzlicher Falschbegutachtung vom Oberlandesgericht Frankfurt letztinstanzlich recht gegeben; der Gutachter musste vier Betroffenen insgesamt 226.000 Euro Schadenersatz zahlen. Strafrechtliche Ermittlung gegen Vorgesetzte der Betroffenen fanden nicht statt. Ein Untersuchungsausschuss des hessischen Landtags zu den Vorgängen wurde ohne Ergebnis beendet.

### Kanada
Zwischen 1935 und 1964 wurden in Québec rund 20.000 Waisenkinder (Duplessis-Waisen) zu Unrecht als psychisch krank eingestuft und in psychiatrische Einrichtungen untergebracht, wo viele von ihnen misshandelt oder missbraucht wurden. Diese Kinder wurde gezielt als geistig behindert diagnostiziert, damit die Provinzregierung und die katholische Kirche staatliche Gelder für Einrichtungen bekamen, in denen sie untergebracht waren, die ihnen für die Unterbringung von Waisen aber nicht zustanden. Diese Praxis fand vor allem unter Premierminister Maurice Duplessis statt, dessen Name daher für die Bezeichnung dieser Kinder verwendet wurde.

### Sowjetunion und Nachfolgestaaten
Hauptartikel: Politischer Missbrauch der Psychiatrie in der Sowjetunion
In der Sowjetunion wurden politische Dissidenten vor allem im Moskauer Serbski-Institut vorsätzlich als psychisch krank diagnostiziert. In dem Verfahren federführend war der damalige KGB-Agent und spätere Generalsekretär der KPdSU Juri Andropow. Bekannt wurde diese Politik durch den Dissidenten Wladimir Bukowski, der 1971 einen 150-seitigen Bericht in die USA schmuggelte.
Aus der Ukraine und aus Russland werden einzelne Fälle berichtet. Der zu diesem Zeitpunkt 37-jährige Michail Kosenko wurde nach der Teilnahme an einer Protestkundgebung gegen den Amtsantritt von Wladimir Putin von einem Moskauer Gericht als gemeingefährlich eingestuft, obwohl dem Gericht Beweise gegen seine Beteiligung an gewalttätigen Ausschreitungen vorlagen. Es wurde eine zeitlich unbegrenzte Einweisung in eine Psychiatrie angeordnet. Aus der Ukraine wurden 2010 ähnliche Berichte bekannt.

### USA
Im 19. Jahrhundert entwickelte der US-amerikanische Arzt Samuel A. Cartwright das Krankheitsbild der Drapetomanie. Hiermit wurde der Freiheitsdrang versklavter Afro-Amerikaner beschrieben, die sich ihrer Gefangenschaft widersetzten.